# Santo Antônio (Rio Grande do Norte)
Santo Antônio é um município brasileiro do estado do Rio Grande do Norte.

## Geografia

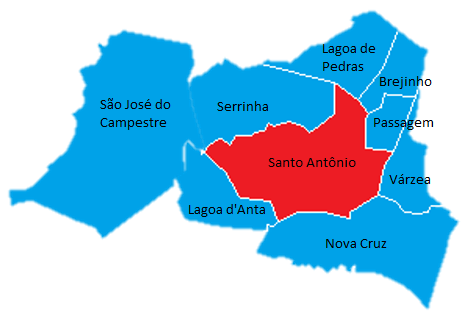

Santo Antônio é um município brasileiro localizado no interior do estado do Rio Grande do Norte, na Mesorregião do Agreste Potiguar. Sua população, conforme estimativas do IBGE de 2024, era de 22 779 habitantes, sendo o vigésimo quarto município mais populoso do estado. O município possui uma  área territorial de 301,082 km².
Santo Antônio está distante 70 quilômetros da capital estadual, Natal e se limita com os municípios de São José do Campestre, Serrinha, Lagoa de Pedras, Brejinho, Passagem, Várzea, Nova Cruz e Lagoa d'Anta.

## IDH

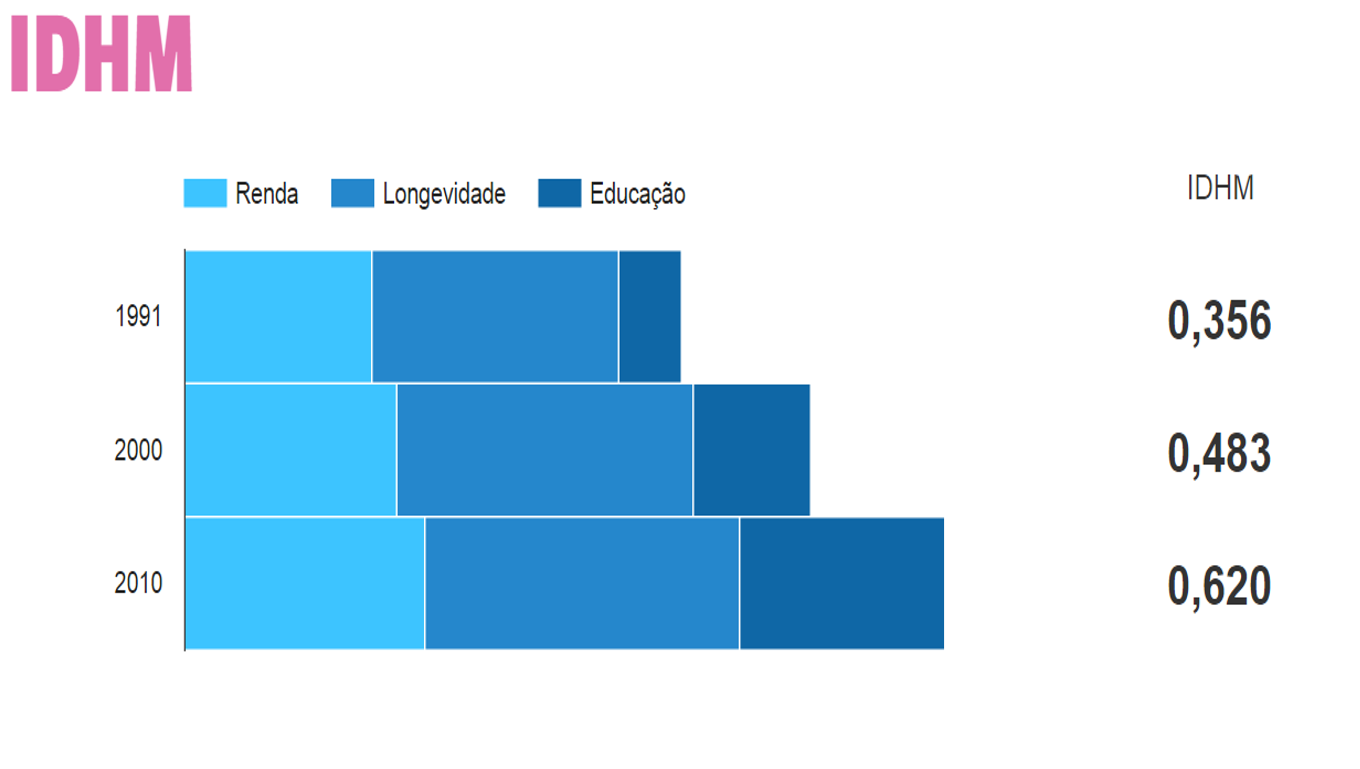

O Índice de Desenvolvimento Humano (IDH) - Santo Antônio é 0,620, em 2010, o que situa esse município na faixa de Desenvolvimento Humano Médio (IDHM entre 0,600 e 0,699). A dimensão que mais contribui para o IDHM do município é Longevidade, com índice de 0,782, seguida de Renda, com índice de 0,595, e de Educação, com índice de 0,512.

### Evolução
Entre 2000 e 2010

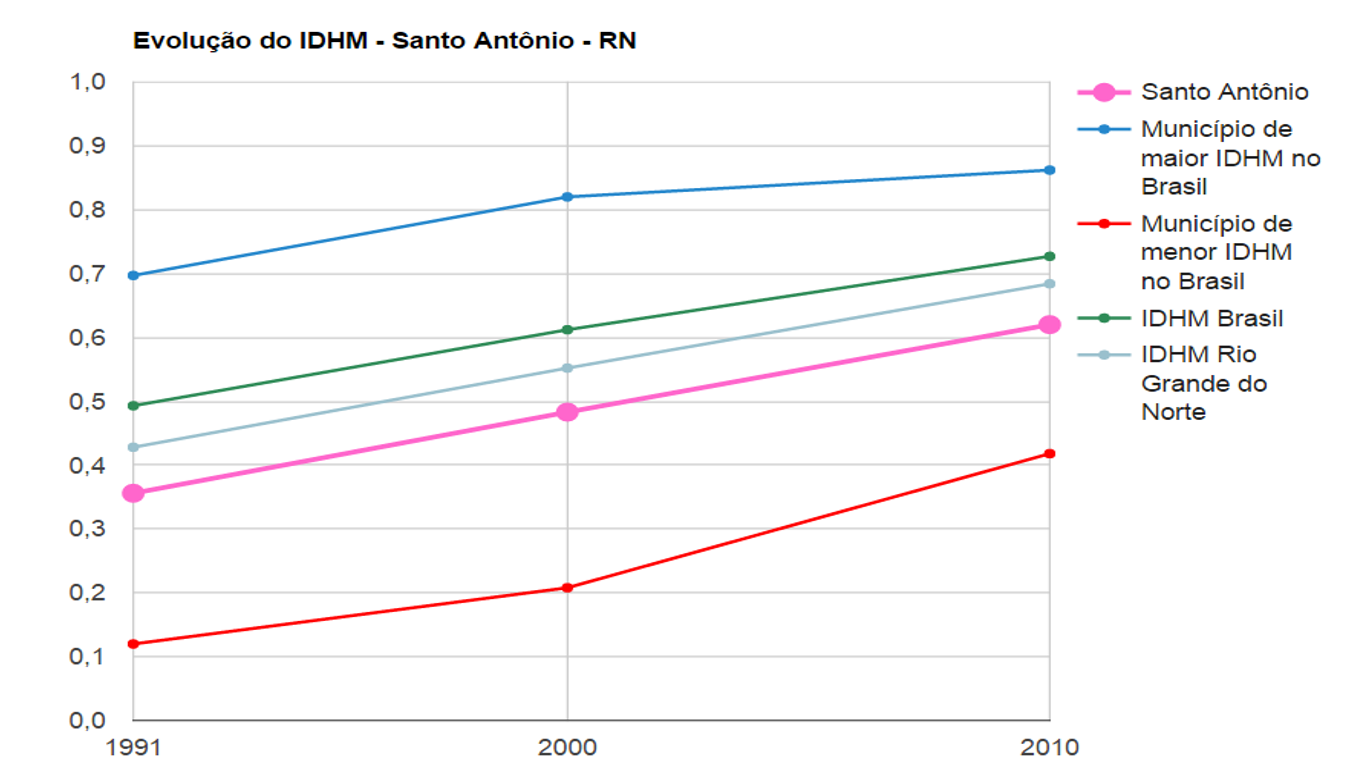

O IDHM passou de 0,483 em 2000 para 0,620 em 2010 - uma taxa de crescimento de 28,36%. O hiato de desenvolvimento humano, ou seja, a distância entre o IDHM do município e o limite máximo do índice, que é 1, foi reduzido em 73,50% entre 2000 e 2010. Nesse período, a dimensão cujo índice mais cresceu em termos absolutos foi Educação (com crescimento de 0,223), seguida por Renda e por Longevidade.
Entre 1991 e 2000
O IDHM passou de 0,356 em 1991 para 0,483 em 2000 - uma taxa de crescimento de 35,67%. O hiato de desenvolvimento humano foi reduzido em 80,28% entre 1991 e 2000. Nesse período, a dimensão cujo índice mais cresceu em termos absolutos foi Educação (com crescimento de 0,131), seguida por Longevidade e por Renda.
Entre 1991 e 2010
De 1991 a 2010, o IDHM do município passou de 0,356, em 1991, para 0,620, em 2010, enquanto o IDHM da Unidade Federativa (UF) passou de 0,493 para 0,727. Isso implica uma taxa de crescimento de 74,16% para o município e 47% para a UF; e em uma taxa de redução do hiato de desenvolvimento humano de 59,01% para o município e 53,85% para a UF. No município, a dimensão cujo índice mais cresceu em termos absolutos foi Educação (com crescimento de 0,354), seguida por Longevidade e por Renda. Na UF, por sua vez, a dimensão cujo índice mais cresceu em termos absolutos foi Educação (com crescimento de 0,358), seguida por Longevidade e por Renda. Santo Antônio ocupa a 3702ª posição entre os 5.565 municípios brasileiros segundo o IDHM. O maior IDHM é 0,862 (São Caetano do Sul) e o menor é 0,418 (Melgaço).

## Demografia

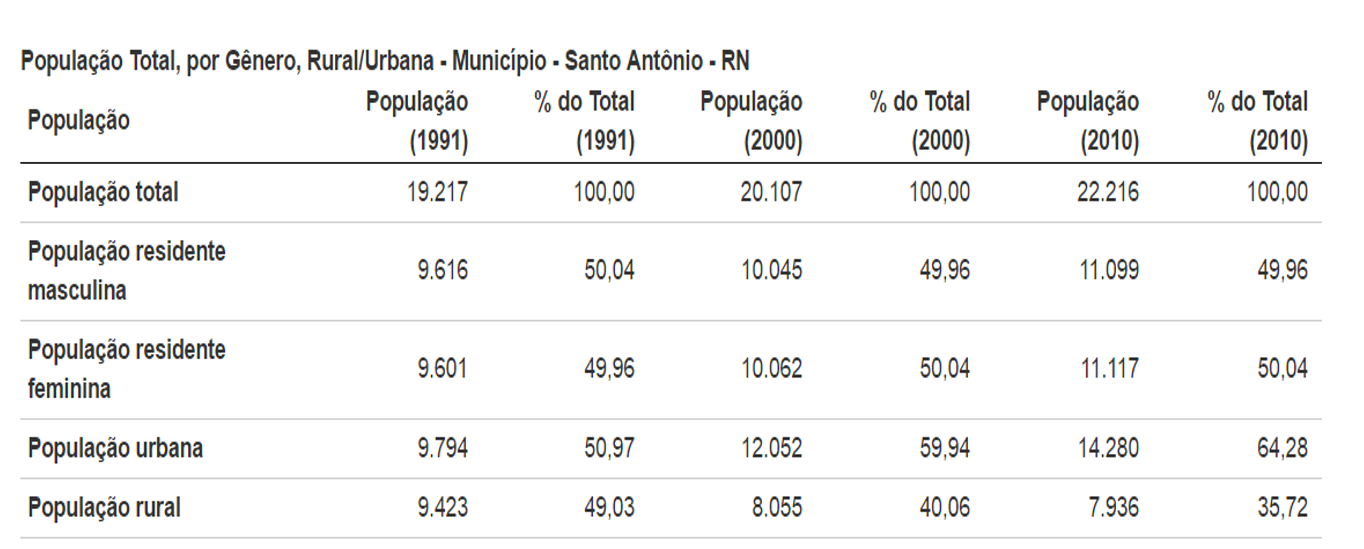

Entre 2000 e 2010, a população de Santo Antônio cresceu a uma taxa média anual de 1,00%, enquanto no Brasil foi de 1,17%, no mesmo período. Nesta década, a taxa de urbanização do município passou de 59,94% para 64,28%. Em 2010 viviam, no município, 22.216 pessoas.
Entre 1991 e 2000, a população do município cresceu a uma taxa média anual de 0,50%. Na UF, esta taxa foi de 1,56%, enquanto no Brasil foi de 1,63%, no mesmo período. Na década, a taxa de urbanização do município passou de 50,97% para 59,94%.

### Estrutura etária

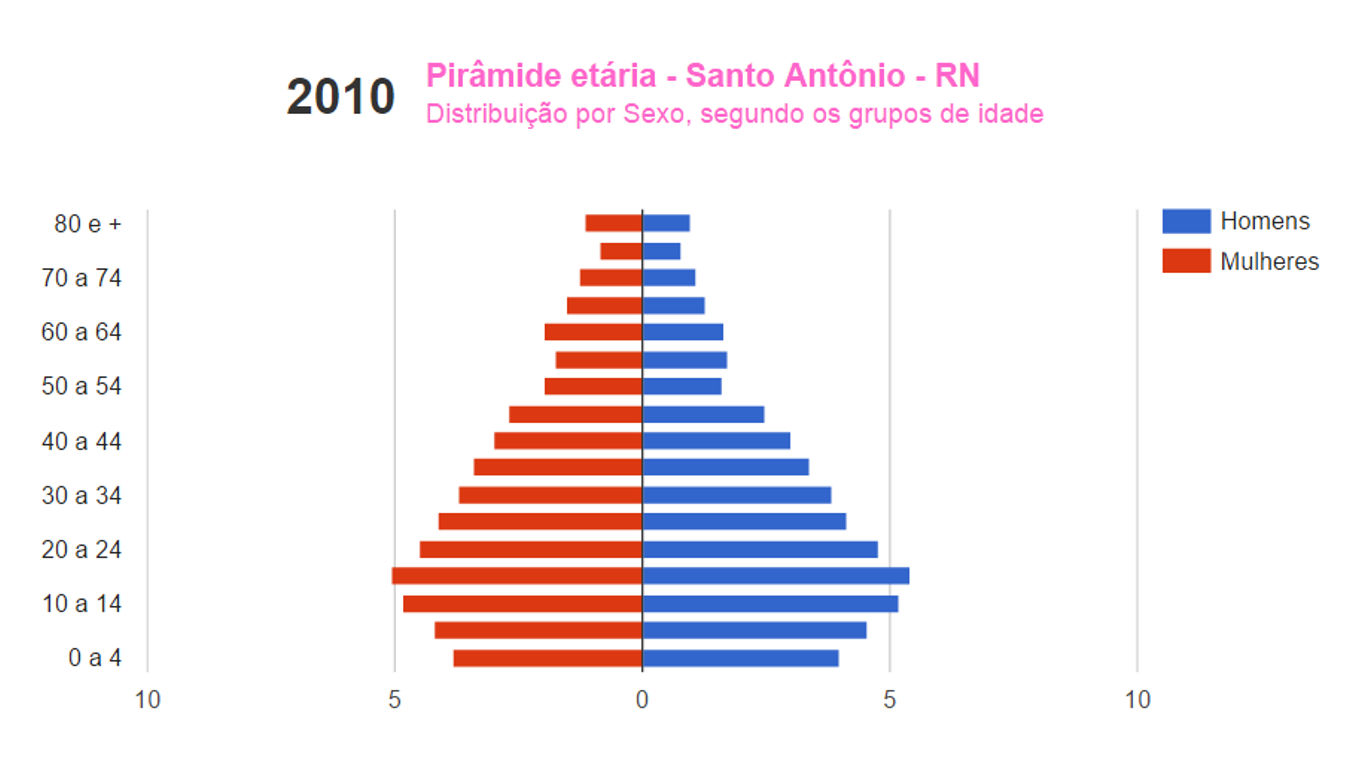

Entre 2000 e 2010, a razão de dependência no município passou de 71,80% para 55,59% e a taxa de envelhecimento, de 7,76% para 8,98%. Em 1991, esses dois indicadores eram, respectivamente, 90,87% e 7,86%. Já na UF, a razão de dependência passou de 65,43% em 1991, para 54,94% em 2000 e 45,92% em 2010; enquanto a taxa de envelhecimento passou de 4,83%, para 5,83% e para 7,36%, respectivamente.

### Longevidade, mortalidade e fecundidade

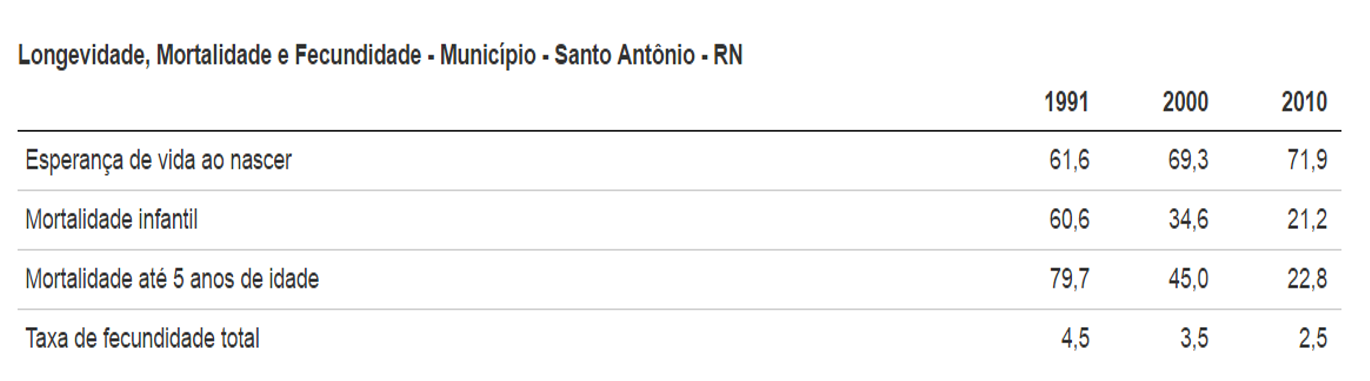

A mortalidade infantil (mortalidade de crianças com menos de um ano de idade) no município passou de 34,6 óbitos por mil nascidos vivos, em 2000, para 21,2 óbitos por mil nascidos vivos, em 2010. Em 1991, a taxa era de 60,6. Já na UF, a taxa era de 19,7, em 2010, de 43,3, em 2000 e 67,9, em 1991. Entre 2000 e 2010, a taxa de mortalidade infantil no país caiu de 30,6 óbitos por mil nascidos vivos para 16,7 óbitos por mil nascidos vivos. Em 1991, essa taxa era de 44,7 óbitos por mil nascidos vivos.
Com a taxa observada em 2010, o Brasil cumpre uma das metas dos Objetivos de Desenvolvimento do Milênio das Nações Unidas, segundo a qual a mortalidade infantil no país deve estar abaixo de 17,9 óbitos por mil em 2015.

## Educação

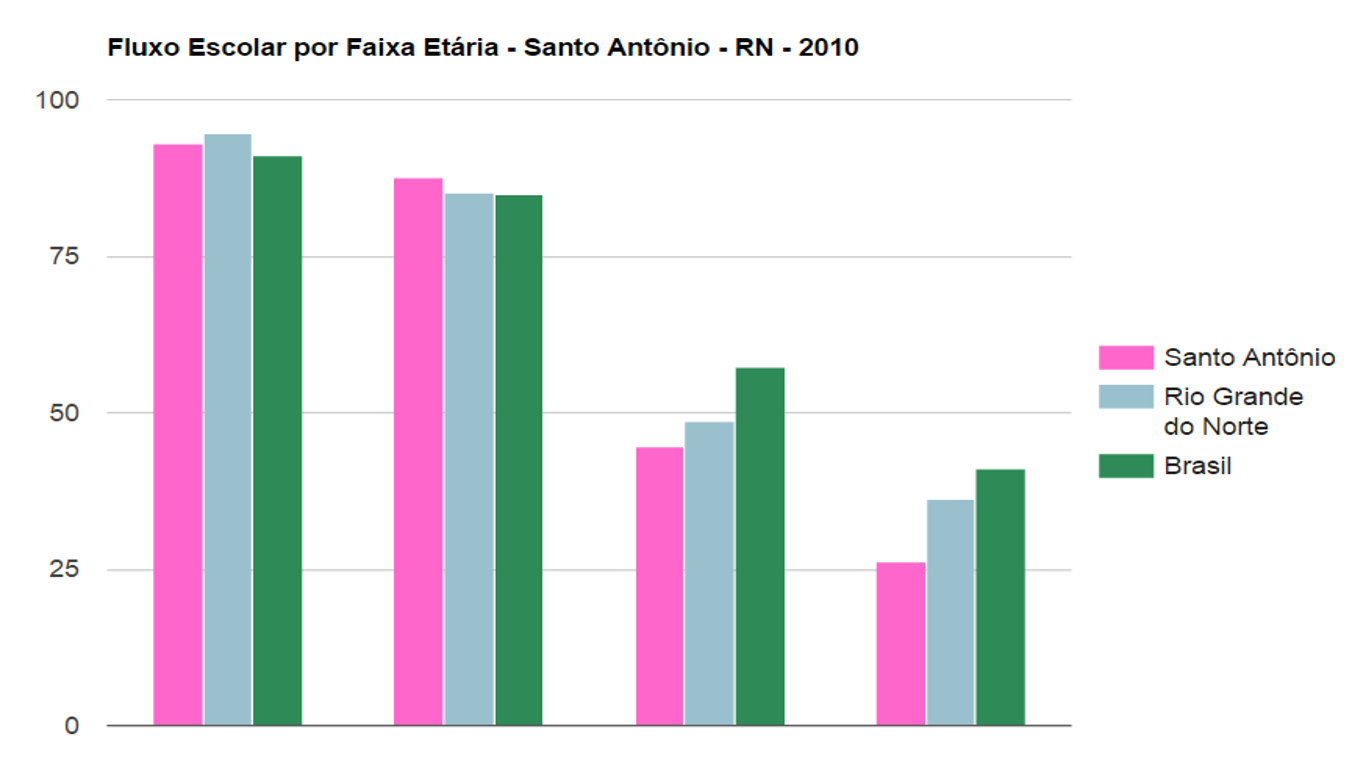

Proporções de crianças e jovens frequentando ou tendo completado determinados ciclos indica a situação da educação entre a população em idade escolar do estado e compõe o IDHM Educação. No município, a proporção de crianças de 5 a 6 anos na escola é de 93,06%, em 2010. No mesmo ano, a proporção de crianças de 11 a 13 anos frequentando os anos finais do ensino fundamental é de 87,58%; a proporção de jovens de 15 a 17 anos com ensino fundamental completo é de 44,53%; e a proporção de jovens de 18 a 20 anos com ensino médio completo é de 26,13%. Entre 1991 e 2010, essas proporções aumentaram, respectivamente, em 58,05 pontos percentuais, 68,44 pontos percentuais, 35,79 pontos percentuais e 17,26 pontos percentuais.
Em 2010, 74,94% da população de 6 a 17 anos do município estavam cursando o ensino básico regular com até dois anos de defasagem idade-série. Em 2000 eram 65,78% e, em 1991, 68,02%.
Dos jovens adultos de 18 a 24 anos, 5,83% estavam cursando o ensino superior em 2010. Em 2000 eram 0,56% e, em 1991, 0,35%.

### Expectativa de Anos de Estudo
O indicador Expectativa de Anos de Estudo também sintetiza a frequência escolar da população em idade escolar. Mais precisamente, indica o número de anos de estudo que uma criança que inicia a vida escolar no ano de referência deverá completar ao atingir a idade de 18 anos. Entre 2000 e 2010, ela passou de 7,63 anos para 9,29 anos, no município, enquanto na UF passou de 8,56 anos para 9,54 anos. Em 1991, a expectativa de anos de estudo era de 6,32 anos, no município, e de 7,51 anos, na UF.

### População adulta
Também compõe o IDHM Educação um indicador de escolaridade da população adulta, o percentual da população de 18 anos ou mais com o ensino fundamental completo. Esse indicador carrega uma grande inércia, em função do peso das gerações mais antigas, de menor escolaridade. Entre 2000 e 2010, esse percentual passou de 20,06% para 34,05%, no município, e de 39,76% para 54,92%, na UF. Em 1991, os percentuais eram de 12,32% ,no município, e 30,09%, na UF. Em 2010, considerando-se a população municipal de 25 anos ou mais de idade, 38,97% eram analfabetos, 27,69% tinham o ensino fundamental completo, 18,26% possuíam o ensino médio completo e 2,52%, o superior completo. No Brasil, esses percentuais são, respectivamente, 11,82%, 50,75%, 35,83% e 11,27%.

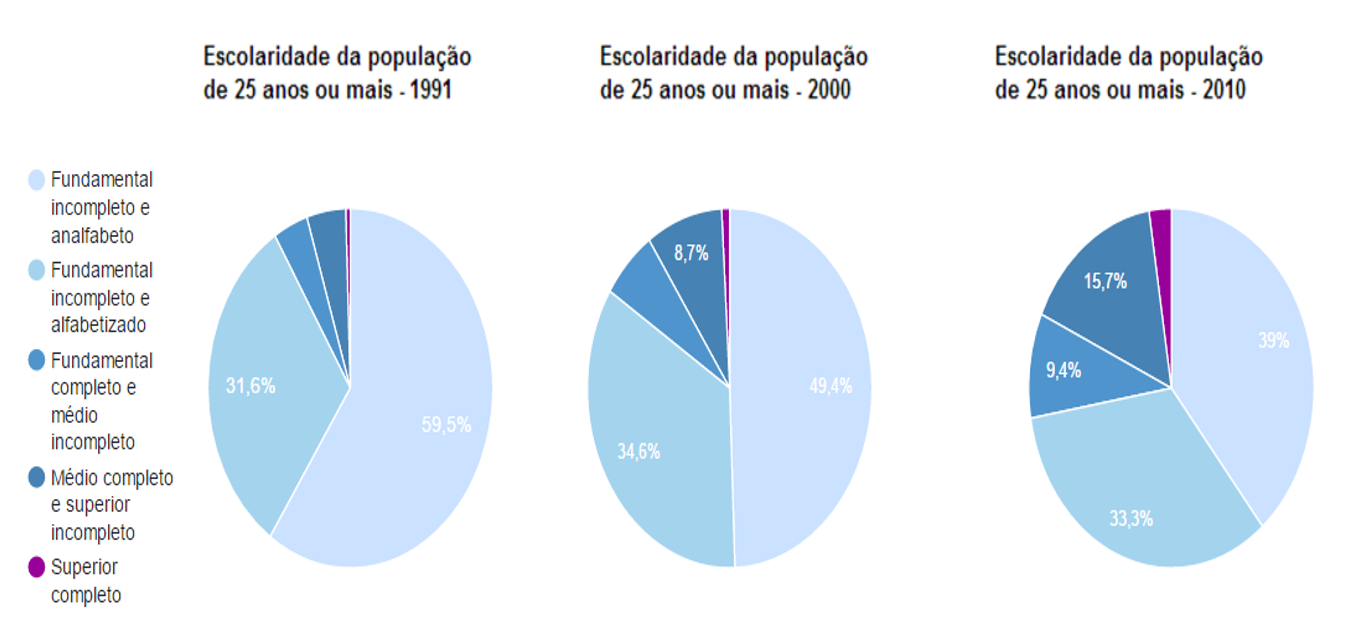

## Hierarquia urbana
O estado do Rio Grande do Norte possuí seus municípios inseridos em algum nível da Hierarquia urbana do Brasil.
Legenda:
Metrópole global (não há)
Metrópole nacional (não há)
Metrópole regional (não há)
Capital regional A (Natal)
Capital regional B (não há)
Capital regional C (Mossoró)

Hierarquia urbana do Rio Grande do Norte

Centro sub-regional A (Caicó, Pau dos Ferros)
Centro sub-regional B (Assu, Currais Novos)
Centro de zona A (João Câmara, Macau)
Centro de zona B (Apodi, Alexandria, Canguaretama, Parelhas, Passa-e-Fica, Patu, Santa Cruz, Santo Antônio, São Miguel, São Paulo do Potengi, Umarizal)

## Veículos
O município de Santo Antônio no primeiro trimestre do ano de 2016, possuía uma frota total de 6.044 veículos. Estão distribuídos na seguinte forma:
| Santo Antônio   | Santo Antônio |
| --------------- | ------------- |
| Ciclomotor      | 7             |
| Motoneta        | 146           |
| motocicleta     | 2.995         |
| Triciclo        | 1             |
| Automóvel       | 2.167         |
| Micro-ônibus    | 55            |
| Ônibus          | 37            |
| Reboque         | 26            |
| Semi-reboque    | 2             |
| Camioneta       | 136           |
| Caminhão        | 141           |
| Caminhão Trator | 1             |
| Caminhonete     | 320           |
| Utilitário      | 10            |
| Total           | 6.044         |

## Cultura

### Quadrantes culturais
Santo Antônio tem a não ser a apuração dos recortes culturais da cidade. Mas pela congruência entre os afazeres foram possíveis alguns registros, imagens e histórias dignas de relato. E se a antropologia desmistifica o fato de uma cultura ser maior do que outra, há na figura do poeta popular Xexéu e na memória do escultor Chico Santeiro, as maiores relevâncias da cultura santo-antoniense, que viu nascer também o cordelista Crispiniano Neto. Mas Santo Antônio tem mais:

#### Mestres de Bois de Reis
O Boi de Reis mora na memória de Jaime do Nascimento, 69, desde a infância. Ele sequer lembra com quantos anos aprendeu. Nasceu junto com ele nas ruas do distrito de Redenção, a poucos quilômetros do centro de Santo Antônio. Na época, o povoado ainda se chamava Gangorra e a brincadeira do Boi era comum por lá. Hoje, está confinada na memória do mestre, já combalida após três AVC’s, ou na dos dois filhos, Hugo e Higor, de 20 e 16 anos. Ainda mantém a atividade do grupo, composto por doze integrantes, entre novos e velhos. “É difícil reunir todo mundo. O pessoal mora longe. Daqui mesmo, só meus filhos. O contramestre é de Santa Fé, outros dois são de Várzea…”. Jaime lembra poucas cantorias; duas ou três. E o grupo é prejudicado ainda pelo pouco incentivo. A última apresentação do grupo foi em São José do Campestre, ano passado.
Mestre Tião”, 72, mora na comunidade de Cajazeiras – uma comunidade quilombola distante 6 ou 7 km do centro de Santo Antônio. Ele comanda o tradicional Boi de Reis. Tradição que ficou estagnada no tempo por 40 anos. E em Cajazeiras, a tradição recai também na festa da queima do Boi (o pano, as vestimentas, mas não a carcaça). Acontece sempre em janeiro. Nasceu com a superstição de que se não queimam o boi, alguém do grupo morre naquele ano – e o grupo é formado todo ele por parentes. Foi o que mestre Tião aprendeu com seu pai, Joaquim Inácio de Oliveira.

#### Escultora
Dona Josefa, 74 pouco ouviu falar de Chico Santeiro. Nem segue o trabalho do maior escultor de maior projeção do Rio Grande do Norte. Sua atividade é com barro, mas relacionado à louçaria. Conjuntos para feijoada, pratos, cumbucas, vasos e toda a sorte de peças utilitárias. A produção é intensa. Segundo ela, uma média de 20 peças ao dia. O material – o barro – ela busca perto do rio, na propriedade de Manoel Emídio. E para moldar, tornear e finalizar o acabamento, usa as mãos e ferramentas rudimentares: uma pedra sabão e uma faca bastante gasta. De resto, é a queima para do produto para por à venda em feiras livres do município.

#### Casa da Pedra
A Casa de Pedra está situada à margem da RN-003, em terras da comunidade Jucá dos Clementes. Diz-se que a casa foi construída toda ela de pedras aparentemente de granito há 250 anos. As informações são poucas a respeito. Apenas que o construtor comprou a área a um pequeno proprietário de nome Luiz Paixão. Hoje, a casa está em ruínas, mas com a fachada em razoável conservação.
.

#### Xexéu
José Gomes Sobrinho, o Xexéu. Para integrá-lo ao conjunto de quadrantes, segue outra breve descrição: Xexeu nasceu e vive na comunidade de Lajes. O caminho até sua casa de taipa, construída por ele há 33 anos é uma sucessão de lombadas pela estrada de terra. O acesso é complicado. Por lá ele escreve e ainda trabalha na roça – atividade desde criança. Além de versos que compõem mais de 400 cordéis, também toca rabeca e viola. Conheceu os maiores nomes da cultura nordestina: Patativa do Assaré, Luiz Gonzaga e Ariano Suassuna. Este último se declara fã do poeta popular. Xexéu fuma e bebe, e aos 75 anos tem filhos com menos de 5 anos, feitos “já com água por cima da boca”. Foram 20 ao todo, mas nove já morreram. Diz não ter feito “a matemática” de quantos netos tem. Mas guarda na memória versos de dezenas de estrofes. E ainda se emociona ao recitá-los.

#### Pedra da Onça
Nas redondezas da região agreste do Estado, existia uma pedra rachada ao meio, com uma fenda medindo aproximadamente três metros. Contam os mais antigos que uma onça foi ferida mortalmente em pleno salto por um caçador, surgindo assim a denominação Salto da Onça, que por muito tempo denominou o povoado.
A pernambucana Ana Joaquina de Pontes comprou propriedade por lá e se estabeleceu com a família, dando início ao povoamento, em 1850. O túmulo da fundadora do município, no entanto, está encoberto por matagal próximo à fenda onde a onça teria dado o salto – hoje um terminal turístico pouco usado pela população da cidade.
Por ocasião da primeira missa do povoado, o Vigário de Goianinha (município do qual Santo Antônio foi desmembrado), Manoel Ferreira Borges, mudou o povoado para Santo Antônio. O acréscimo de Santo da Onça perseverou por força popular, unindo história e religiosidade. Mas oficialmente, o município se chama apenas Santo Antônio.